# Rezonanță orbitală

Rezonanță orbitală de tip Laplace între trei sateliți galileeni ai planetei Jupiter (Ganymede, Europa și Io)

În astronomie, rezonanța orbitală are loc atunci când două obiecte care orbitează în jurul unui al treilea au perioade de revoluție situate într-un raport simplu, exprimabil printr-o fracție de numere naturale mici. Este un caz particular de rezonanță mecanică. De exemplu, planetele Pluto și Neptun prezintă o rezonanță orbitală de 2:3, adică Pluto efectuează două revoluții complete în jurul Soarelui în același interval de timp în care Neptun efectuează trei revoluții complete.